# Хрта
Хрта је насеље у Србији у општини Пријепоље у Златиборском округу. Према попису из 2022. било је 78 становника.

## Демографија
У насељу Хрта живи 107 пунолетних становника, а просечна старост становништва износи 44,8 година (43,4 код мушкараца и 45,9 код жена). У насељу има 47 домаћинстава, а просечан број чланова по домаћинству је 2,77.
Ово насеље је углавном насељено Бошњацима (према попису из 2002. године), а у последња три пописа, примећен је пад у броју становника.
|  |

| Демографија | Демографија | Демографија |
| Година      | Становника  | Становника  |
| ----------- | ----------- | ----------- |
| 1948.       | 336         |             |
| 1953.       | 384         |             |
| 1961.       | 409         |             |
| 1971.       | 436         |             |
| 1981.       | 348         |             |
| 1991.       | 238         | 238         |
| 2002.       | 130         | 157         |

| Етнички састав према попису из 2002.‍ | Етнички састав према попису из 2002.‍ | Етнички састав према попису из 2002.‍ | Етнички састав према попису из 2002.‍ | Етнички састав према попису из 2002.‍ |
| ------------------------------------ | ------------------------------------ | ------------------------------------ | ------------------------------------ | ------------------------------------ |
|                                      |                                      |                                      |                                      |                                      |
| Бошњаци                              | Бошњаци                              |                                      | 99                                   | 76,15%                               |
| Срби                                 | Срби                                 |                                      | 27                                   | 20,76%                               |
| Југословени                          | Југословени                          |                                      | 2                                    | 1,53%                                |
| Црногорци                            | Црногорци                            |                                      | 1                                    | 0,76%                                |
| Муслимани                            | Муслимани                            |                                      | 1                                    | 0,76%                                |
| непознато                            | непознато                            |                                      | 0                                    | 0,0%                                 |

| Година пописа     | 1948. | 1953. | 1961. | 1971. | 1981. | 1991. | 2002. |
| ----------------- | ----- | ----- | ----- | ----- | ----- | ----- | ----- |
| Број домаћинстава | 59    | 67    | 74    | 62    | 65    | 64    | 47    |

| Број чланова      | 1  | 2  | 3  | 4 | 5 | 6 | 7 | 8 | 9 | 10 и више | Просек |
| ----------------- | -- | -- | -- | - | - | - | - | - | - | --------- | ------ |
| Број домаћинстава | 12 | 12 | 13 | 4 | 0 | 4 | 1 | 1 | 0 | 0         | 2,77   |

| Пол    | Укупно | Неожењен/Неудата | Ожењен/Удата | Удовац/Удовица | Разведен/Разведена | Непознато |
| ------ | ------ | ---------------- | ------------ | -------------- | ------------------ | --------- |
| Мушки  | 51     | 18               | 33           | 0              | 0                  | 0         |
| Женски | 61     | 10               | 33           | 18             | 0                  | 0         |
| УКУПНО | 112    | 28               | 66           | 18             | 0                  | 0         |

| Пол    | Укупно                    | Пољопривреда, лов и шумарство | Рибарство                            | Вађење руде и камена | Прерађивачка индустрија       |
| ------ | ------------------------- | ----------------------------- | ------------------------------------ | -------------------- | ----------------------------- |
| Мушки  | 28                        | 24                            | 0                                    | 0                    | 1                             |
| Женски | 30                        | 28                            | 0                                    | 0                    | 2                             |
| УКУПНО | 58                        | 52                            | 0                                    | 0                    | 3                             |
| Пол    | Производња и снабдевање   | Грађевинарство                | Трговина                             | Хотели и ресторани   | Саобраћај, складиштење и везе |
| Мушки  | 0                         | 0                             | 1                                    | 0                    | 0                             |
| Женски | 0                         | 0                             | 0                                    | 0                    | 0                             |
| УКУПНО | 0                         | 0                             | 1                                    | 0                    | 0                             |
| Пол    | Финансијско посредовање   | Некретнине                    | Државна управа и одбрана             | Образовање           | Здравствени и социјални рад   |
| Мушки  | 0                         | 0                             | 0                                    | 2                    | 0                             |
| Женски | 0                         | 0                             | 0                                    | 0                    | 0                             |
| УКУПНО | 0                         | 0                             | 0                                    | 2                    | 0                             |
| Пол    | Остале услужне активности | Приватна домаћинства          | Екстериторијалне организације и тела | Непознато            | Непознато                     |
| Мушки  | 0                         | 0                             | 0                                    | 0                    | 0                             |
| Женски | 0                         | 0                             | 0                                    | 0                    | 0                             |
| УКУПНО | 0                         | 0                             | 0                                    | 0                    | 0                             |